# 야마하 XSR700
야마하 XSR700(Yamaha XSR700)은 야마하에서 제조한 모터사이클이다. 생산은 프랑스 루브루아에 있는 야마하-MBK 공장에서 이루어진다. 이 네이키드 바이크는 2016년 3월에 출시되었다.

## 개념
일본의 모터사이클 커스터마이저 신야 기무라가 설계하고 이탈리아 몬차에 있는 야마하 디자인 팀에서 추가 개발한 XSR700은 1976년형 야마하 XS 650의 클래식한 라인과 야마하 MT-07의 현대적인 기술을 결합하여 향상시키도록 설계되었다. 엔진, 프레임, 섀시 및 브레이크 시스템과 같은 MT-07의 핵심 기술 어셈블리는 XSR 700에서 변경되지 않았다. 개념적으로 XSR 700은 두카티 스크램블러 800과 비교된다.

## 270° 크랭크축
XSR700의 병렬 트윈 엔진은 270° 크랭크축을 가지고 있으며, 엔진 내의 두 실린더는 불규칙한 간격으로 점화된다. 이 형식은 엔진 내부의 관성력을 조화시켜 라이더에게 V-트윈과 다르지 않은 반응적이고 "토크가 강한" 느낌을 준다.